# Noungou (Koubri)
Pour les articles homonymes, voir Noungou.
Noungou est une commune rurale située dans le département de Koubri de la province de Kadiogo dans la région Centre) au Burkina Faso. En 2006, cette localité comptait 798 habitants dont 49,5 % de femmes.